# Silvia Hindorff
Silvia Hindorff född den 27 juni 1961 i Sebnitz, Tyskland, är en östtysk gymnast.
Hon tog OS-brons i lagmångkampen i samband med de olympiska gymnastiktävlingarna 1980 i Moskva.